# جيمس إتش نيومان
جيمس إتش نيومان (بالإنجليزية: James H. Newman)‏ (و. 1956 – م) هو رائد فضاء، وفيزيائي من الولايات المتحدة الأمريكية . ولد في مايكرونيزيا .

## ريادة الفضاء
شارك في المهمات الفضائية:
- STS-51[1]
- STS-88[1]
- رحلة الفضاء STS-69[1]
- STS-109.[1]

## التعليم
تعلم في دارتموث، وجامعة رايس